# Grubosz

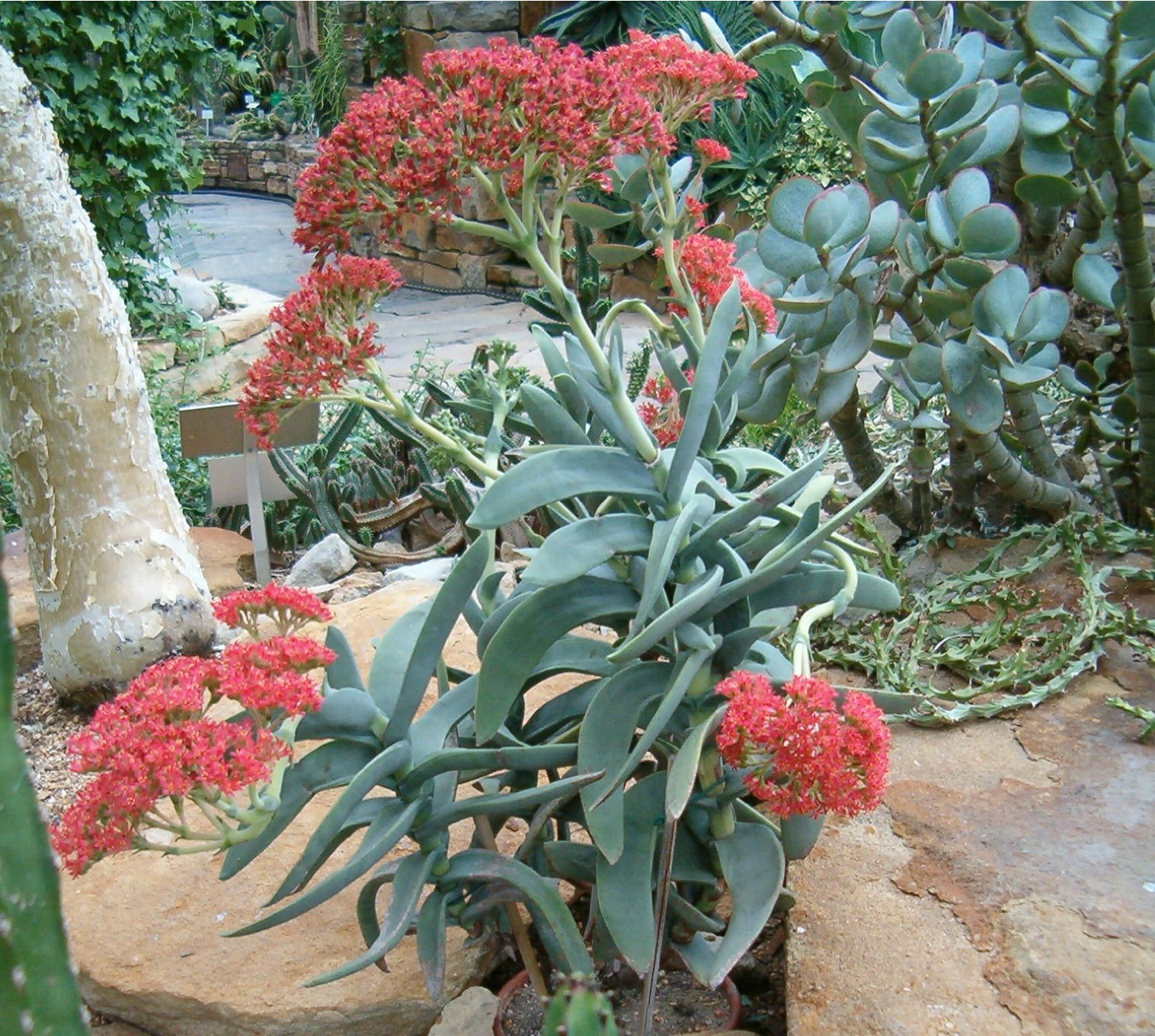
Crassula perfoliata

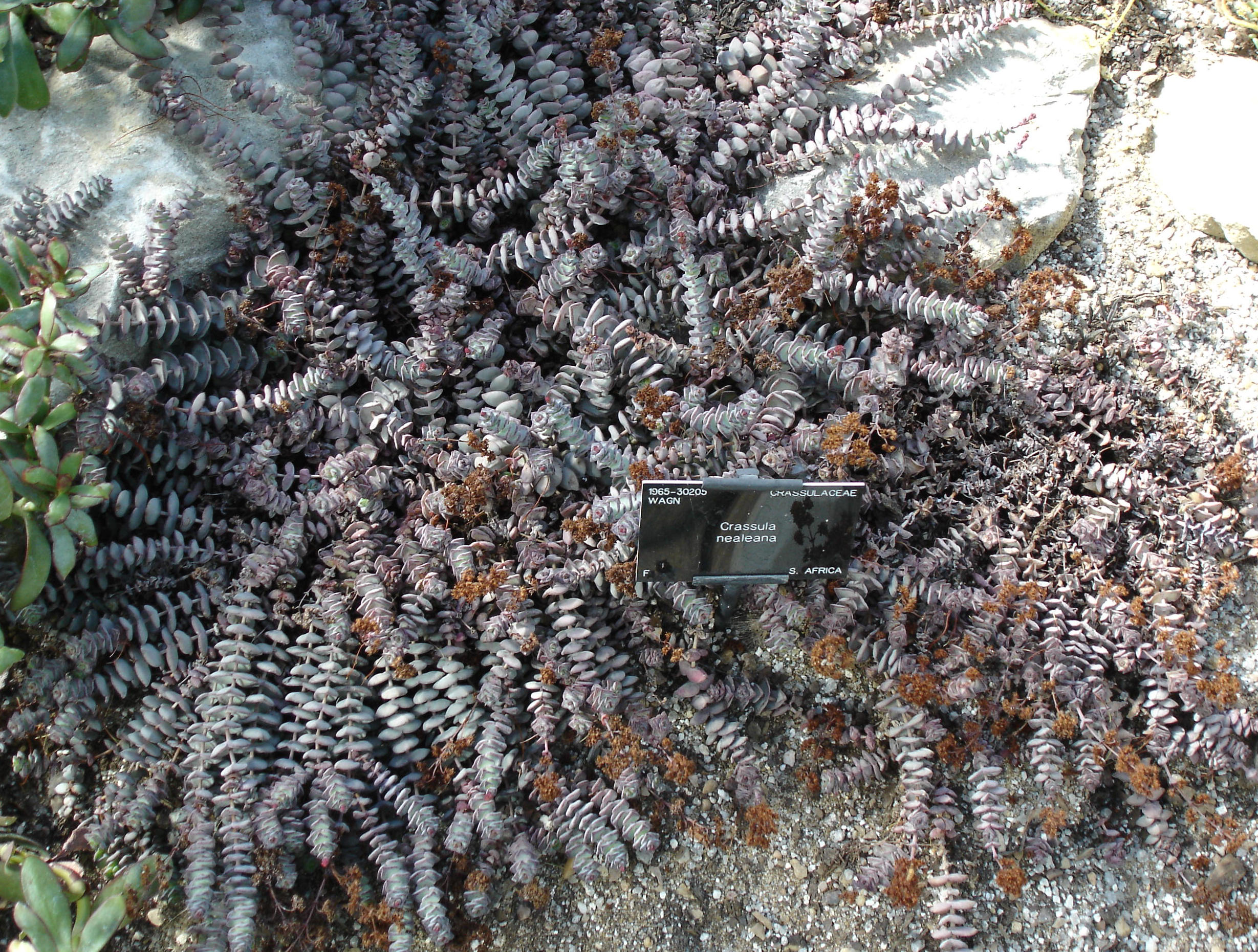
Crassula nealana

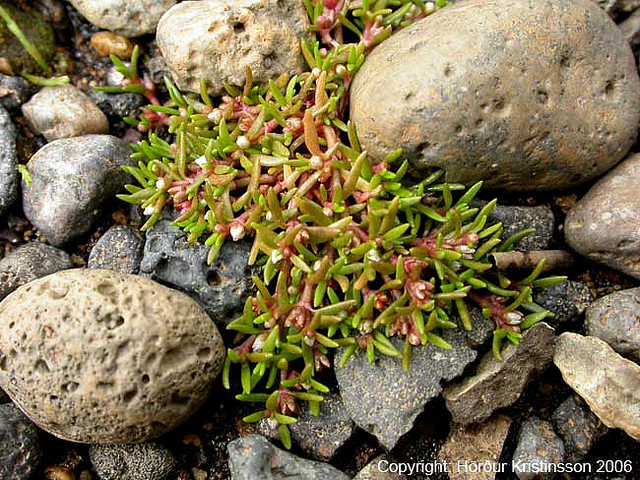
Crassula aquatica

Grubosz, rubasznica (Crassula L.) – rodzaj roślin z rodziny gruboszowatych. Liczy co najmniej 209 gatunków występujących w różnych częściach świata, przy czym w ogromnej większości w południowej Afryce. Do polskiej flory należy tylko jeden dziko występujący gatunek – grubosz wodny zwany też uwrocią wodną (Crassula aquatica).

## Morfologia

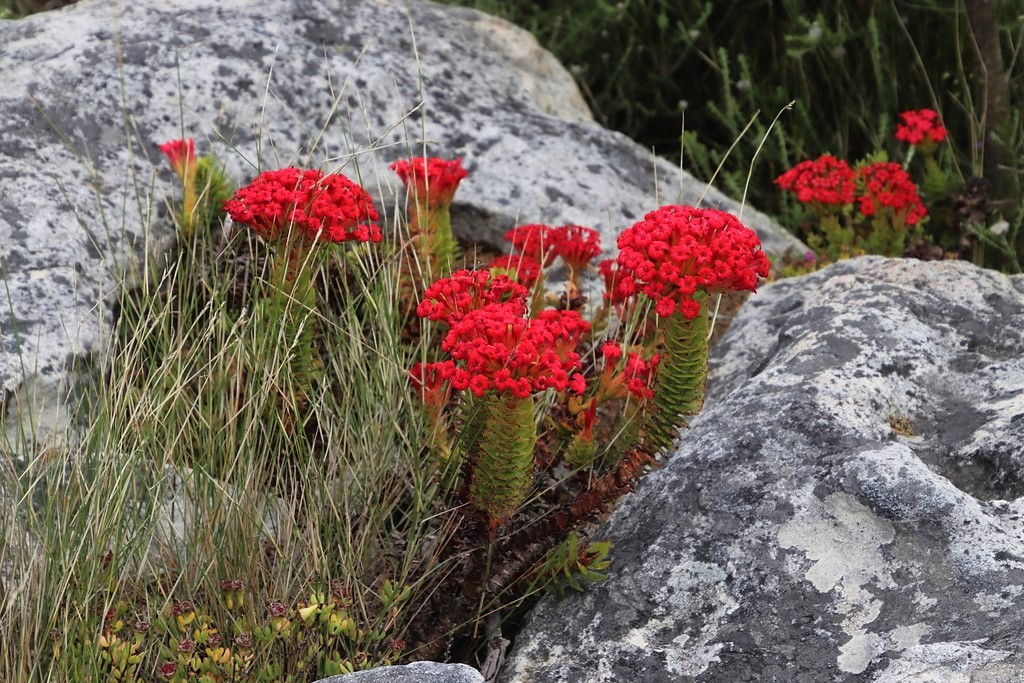
Crassula coccinea

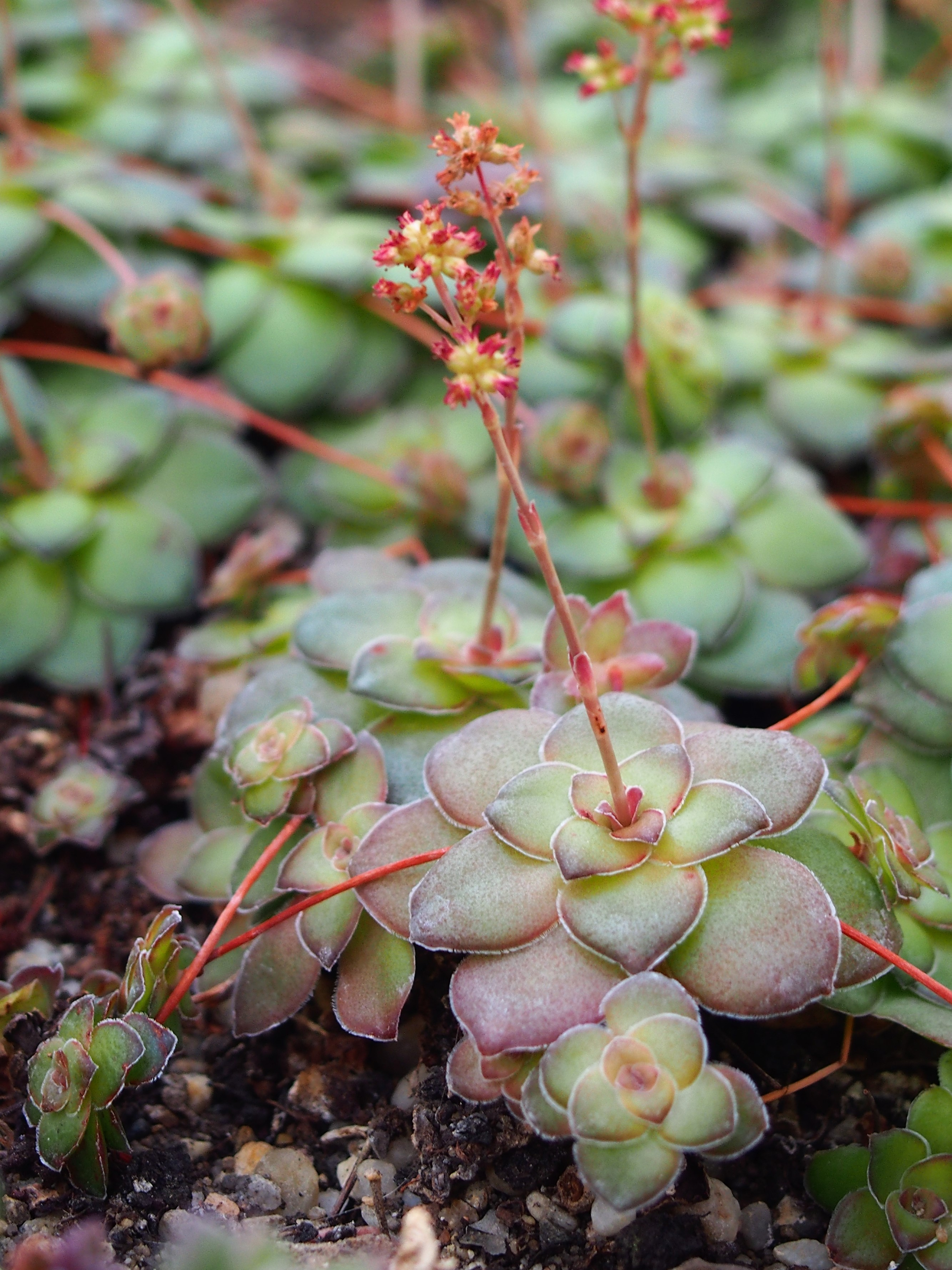
Crassula orbicularis

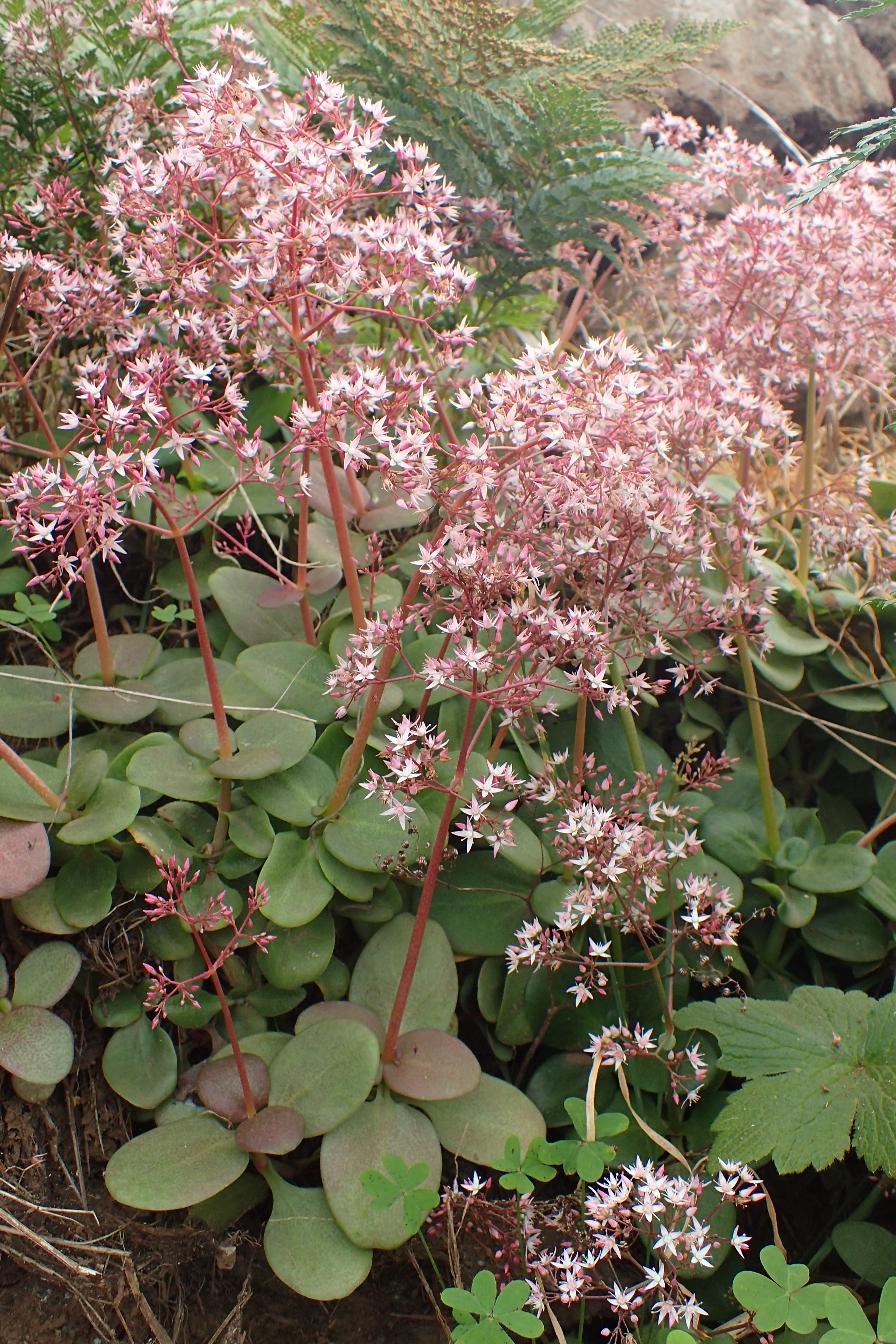
Crassula multicava

PokrójNależą tu liczne sukulenty gromadzące wodę w mięsistych liściach i łodygach. Do rodzaju zalicza się rośliny zarówno jednoroczne, jak i byliny, a nawet krzewy. Zwykle osiągają do 0,5 m wysokości, są nagie, rzadziej owłosione.
LiścieTrwałe lub opadające, siedzące, naprzeciwległe i złączone nasadami. Blaszka mięsista, od równowąskiej do jajowatej, o długości od 0,1 mm do 7 cm.
KwiatyRzadko pojedyncze, zwykle zebrane w kwiatostany wyrastające w kątach liści. Kwiaty zwykle 3- lub 4-krotne, rzadko 5-krotne. Działki kielicha zrosłe u nasady, płatki rozpostarte lub odgięte. Wolnych pręcików jest tyle co płatków korony. Słupki rozpostarte do wyprostowanych, o szyjkach krótszych od zalążni.
OwoceMieszki rozpostarte lub podnoszące się do wyprostowanych.

## Systematyka
Rodzaj tworzy monotypową i bazalną w obrębie rodziny gruboszowatych Crassulaceae podrodzinę Crassuloideae Burnett (co zarazem oznacza, że jest taksonem siostrzanym wszystkich pozostałych przedstawicieli gruboszowatych). Problematyczny przez długi czas rodzaj uwroć Tillaea, obejmujący rośliny roczne wodne lub nadwodne, był długi czas na zmianę wyodrębniany albo kwestionowany. Ostatecznie, dzięki badaniom molekularnym, okazał się być zagnieżdżony w obrębie rodzaju Crassula.
Synonimy
Bulliarda DC., Combesia A. Rich., Danielia Lem., Dinacria Haw., Globulea Haw., Gomara Adans., Grammanthes DC., Larochea Pers., Rhopalota N. E. Br., Rochea DC., Sphaeritis Eckl. & Zeyh., Tillaeastrum Britton, Vauanthes Haw.
Wykaz gatunków
- Crassula acinaciformis Schinz
- Crassula alata (Viv.) A.Berger
- Crassula alba Forssk.
- Crassula alcicornis Schönland
- Crassula alpestris L.f.
- Crassula alsinoides (Hook.f.) Engl.
- Crassula alstonii Marloth
- Crassula alticola R.Fern.
- Crassula ammophila Toelken
- Crassula ankaratrensis Desc.
- Crassula anso-lerouxiae van Jaarsv.
- Crassula aphylla Schönland & Baker f.
- Crassula aquatica (L.) Schönland – grubosz wodny, uwroć wodna[8]
- Crassula arborescens (Mill.) Willd. – grubosz drzewiasty
- Crassula atropurpurea (Haw.) D.Dietr.
- Crassula aurusbergensis G.Will.
- Crassula ausensis Hutchison
- Crassula badspoortensis van Jaarsv.
- Crassula barbata Thunb.
- Crassula barklyi N.E.Br.
- Crassula basaltica Brullo & Siracusa
- Crassula bergioides Harv.
- Crassula bevilanensis Desc.
- Crassula biplanata Haw.
- Crassula brachystachya Toelken
- Crassula brevifolia Harv.
- Crassula calcarea N.H.G.Jacobsen
- Crassula campestris (Eckl. & Zeyh.) Endl.
- Crassula capensis (L.) Baill.
- Crassula capitella Thunb.
- Crassula ciliata L.
- Crassula clavata N.E.Br.
- Crassula closiana (Gay) Reiche
- Crassula coccinea L. – grubosz szkarłatny
- Crassula colligata Toelken
- Crassula colorata (Nees) Ostenf.
- Crassula columella Marloth & Schönland
- Crassula columnaris L.f.
- Crassula compacta Schönland
- Crassula congesta N.E.Br.
- Crassula connata (Ruiz & Pav.) A.Berger
- Crassula cooperi Regel
- Crassula corallina L.f.
- Crassula cordata Thunb.
- Crassula cordifolia Baker
- Crassula cotyledonis Thunb.
- Crassula cremnophila van Jaarsv. & A.E.van Wyk
- Crassula crenulata Thunb.
- Crassula cultrata L.
- Crassula cymbiformis Toelken
- Crassula cymosa P.J.Bergius
- Crassula deceptor Schönland & Baker f.
- Crassula decidua Schönland
- Crassula decumbens Thunb.
- Crassula deltoidea Thunb.
- Crassula dentata Thunb.
- Crassula dependens Bolus
- Crassula depressa (Eckl. & Zeyh.) Toelken
- Crassula dichotoma L.
- Crassula dodii Schönland & Baker f.
- Crassula drummondii (Torr. & A.Gray) Fedde
- Crassula elatinoides (Eckl. & Zeyh.) Friedrich
- Crassula elegans Schönland & Baker f.
- Crassula elsieae Toelken
- Crassula ericoides Haw.
- Crassula exilis Harv.
- Crassula expansa Aiton
- Crassula exserta (Reader) Ostenf.
- Crassula extrorsa Toelken
- Crassula fallax Friedrich
- Crassula fascicularis Lam.
- Crassula filiformis (Eckl. & Zeyh.) D.Dietr.
- Crassula flanaganii Schönland & Baker f.
- Crassula flava L.
- Crassula foveata van Jaarsv.
- Crassula fragarioides van Jaarsv. & Helme
- Crassula fusca Herre
- Crassula ×garciae (P.V.Heath) G.D.Rowley
- Crassula garibina Marloth & Schönland
- Crassula gemmifera Friedrich
- Crassula globularioides Britten
- Crassula glomerata P.J.Bergius
- Crassula grammanthoides (Schönl.) Toelken
- Crassula granvikii Mildbr.
- Crassula grisea Schönland
- Crassula helmsii (Kirk) Cockayne – grubosz Helmsa
- Crassula hemisphaerica Thunb.
- Crassula hirsuta Schönland & Baker f.
- Crassula hirtipes Harv.
- Crassula humbertii Desc.
- Crassula hunua A.P.Druce
- Crassula inandensis Schönland & Baker f.
- Crassula inanis Thunb.
- Crassula intermedia Schönland
- Crassula kirkii (Allan) A.P.Druce & Given
- Crassula lactea Aiton – grubosz mleczny
- Crassula lanuginosa Harv.
- Crassula lasiantha E.Mey. ex Harv.
- Crassula latibracteata Toelken
- Crassula leachii R.Fern.
- Crassula longipes (Rose) M.Bywater & Wickens
- Crassula macowaniana Schönland & Baker f.
- Crassula manaia A.P.Druce & Sykes
- Crassula maputensis R.Fern.
- Crassula ×marchandii Friedrich
- Crassula mataikona A.P.Druce
- Crassula mesembrianthemops is Dinter
- Crassula mesembryanthoides  (Haw.) D.Dietr.
- Crassula micans Vahl ex Baill.
- Crassula minuta Toelken
- Crassula minutissima Skottsb.
- Crassula mollis Thunb.
- Crassula montana L.f.
- Crassula morrumbalensis R.Fern.
- Crassula moschata G.Forst.
- Crassula multicaulis (Petrie) A.P.Druce & Given
- Crassula multicava Lem.
- Crassula multiceps Harv.
- Crassula multiflora Schönland & Baker f.
- Crassula muricata Thunb.
- Crassula muscosa L.
- Crassula namaquensis Schönland & Baker f.
- Crassula natalensis Schönland
- Crassula natans Thunb.
- Crassula nemorosa (Eckl. & Zeyh.) Endl.
- Crassula nodulosa Schönland
- Crassula nudicaulis L.
- Crassula numaisensis Friedrich
- Crassula nyikensis Baker
- Crassula oblanceolata Schönland & Baker f.
- Crassula obovata Haw.
- Crassula obtusa Haw.
- Crassula orbicularis L.
- Crassula ovata (Mill.) Druce – grubosz jajowaty, g. owalny
- Crassula pageae Toelken
- Crassula pallens Schönland & Baker f.
- Crassula papillosa Schönland & Baker f.
- Crassula peculiaris (Toelken) Toelken & Wickens
- Crassula peduncularis (Sm.) F.Meigen
- Crassula pellucida L.
- Crassula peploides Harv.
- Crassula perfoliata L.
- Crassula perforata Thunb.
- Crassula phascoides (Griseb.) M.Bywater
- Crassula planifolia Schönland
- Crassula plegmatoides Friedrich
- Crassula pruinosa L.
- Crassula pseudhemisphaeric a Friedrich
- Crassula pubescens Thunb.
- Crassula pustulata Toelken
- Crassula pyramidalis Thunb.
- Crassula qoatlhambensis Hargr.
- Crassula quadrifaria N.Jacobsen
- Crassula rhodesica (Merxm.) Wickens & M.Bywater
- Crassula rogersii Schönland
- Crassula roggeveldii Schönland
- Crassula ruamahanga A.P.Druce
- Crassula rubricaulis Eckl. & Zeyh.
- Crassula rudolfii Schönland & Baker f.
- Crassula rupestris L.f.
- Crassula saginoides (Maxim.) M.Bywater & Wickens
- Crassula sarcocaulis Eckl. & Zeyh.
- Crassula sarmentosa Harv.
- Crassula saxifraga Harv.
- Crassula scabra L.
- Crassula ×scabrella Haw.
- Crassula schimperi Fisch. & C.A.Mey.
- Crassula sebaeoides (Eckl. & Zeyh.) Toelken
- Crassula sediflora (Eckl. & Zeyh.) Endl.
- Crassula sericea Schönland
- Crassula ×serpentaria Schönland
- Crassula setulosa Harv. – grubosz szczecinkowaty[8]
- Crassula sieberiana (Schult. & Schult.f.) Druce
- Crassula simulans Schönland
- Crassula sinclairii (Hook.f.) A.P.Druce & Given
- Crassula sladenii Schönland
- Crassula smithii van Jaarsv., D.G.A.Styles & G.McDonald
- Crassula socialis Schönland
- Crassula solieri (Gay) F.Meigen
- Crassula southii Schönland
- Crassula spathulata Thunb.
- Crassula streyi Toelken
- Crassula strigosa L.
- Crassula subacaulis Schönland & Baker f.
- Crassula subaphylla (Eckl. & Zeyh.) Harv.
- Crassula subulata L.
- Crassula susannae Rauh & Friedrich
- Crassula tabularis Dinter
- Crassula tecta Thunb.
- Crassula tenuicaulis Schönland
- Crassula tenuipedicellata Schönland & Baker f.
- Crassula tetragona L.
- Crassula thunbergiana Schult.
- Crassula tillaea Lest.-Garl.
- Crassula tomentosa Thunb.
- Crassula tuberella Toelken
- Crassula umbella Jacq.
- Crassula umbellata Thunb.
- Crassula umbraticola N.E.Br.
- Crassula undulata Haw.
- Crassula vaginata Eckl. & Zeyh.
- Crassula vaillantii (Willd.) Roth
- Crassula venezuelensis (Steyerm.) M.Bywater & Wickens
- Crassula vestita Thunb.
- Crassula viridis (S.Watson) M.Bywater & Wickens
- Crassula volkensii Engl.
- Crassula werneri N.H.G.Jacobsen
- Crassula whiteheadii Harv.
- Crassula zombensis Baker f.